# Edle Weinrebe
Die Edle Weinrebe (Vitis vinifera subsp. vinifera), auch Echte Weinrebe, genannt auch Wein, ist eine Unterart von Vitis vinifera innerhalb der Gattung der Rebe (Vitis). Sie wird systematisch angebaut, um Weintrauben zu ernten, die als Tafeltrauben und Rosinen in den Handel kommen oder zu Wein und Traubensaft weiterverarbeitet werden. Wie die meisten Nutzpflanzen liegt die Edle Weinrebe in unterschiedlichen Sorten vor, die als Rebsorten bezeichnet werden.

## Geschichte
Die Weinrebe gehört zu den ältesten Kulturpflanzen. Bereits 5000 v. Chr. lässt sich im Südkaukasus (heute Georgien) sowie in der vorderasiatischen Landschaft Sumer (heute südlicher Irak) erstmals der Anbau von Weinreben nachweisen.

## Biologie
Die Weinrebe ist eine sympodial aufgebaute Liane, die eine Wuchshöhe zwischen 2 und 10 Metern erreichen kann. Die Spitze jedes Sympodialgliedes (mit zwei Knoten) endet in einer Sprossranke, die seitlich abgedrängt wird. Jedes Sympodialglied entspricht einem Langtrieb oder Lotte. Zudem gehen aus den Achseln der Blätter aus Beiknospen Kurztriebe hervor, die man als Geize bezeichnet und die der Winzer „ausgeizt“, weil diese die Entwicklung der gleichzeitig wachsenden Blüten- bzw. Fruchtstände hemmen, indem sie diesen Nährstoffe wegnehmen und die Durchlüftung des Weinstocks behindern. Die 3 bis 5 gelappten Laubblätter sind lang gestielt und im Umriss rundlich bis herzförmig.
Der oberirdische Teil der Pflanze besteht aus dem mehrjährigen Holz sowie den Trieben, die sich im Lauf der neuen Wachstumsperiode bilden. Diese Triebe tragen die Blätter, mit Hilfe derer die Pflanze Photosynthese betreibt. Nach der Rebblüte entwickelt der Rebstock Fruchtansätze, aus denen sich die Trauben entwickeln. Jede Traube besteht aus einer Vielzahl von Beeren, die durch ein feines Geäst, die Kämme, auch Rappen genannt, miteinander verbunden sind. Diese Beeren speichern im Laufe des Vegetationsjahres Zucker. Solange die Pflanze Photosynthese betreiben kann (erkennbar an den noch grünen Blättern), ist sie in der Lage, Zucker zu bilden, wobei die Phase in den letzten Wochen vor der Lese entscheidend ist. Im Idealfall kann die Weinrebe in dieser Periode pro Tag bis zu 1 Grad Oechsle an Zucker bilden. Optimale Bedingungen für die Photosynthese sind Temperaturen von 25 bis 28 Grad und eine Beleuchtungsstärke von 20.000 Lux. Die Zuckerkonzentration wird zusätzlich noch durch natürliche Wachstumsbedingungen wie Sonne und Wind (steigert die Konzentration) oder Regen (verwässert die Konzentration) beeinflusst. In der Reifephase (ab dem Stadium des Weichwerdens im Laufe des August) im Herbst werden mit der Energie aus dem Zucker erst die sortentypischen Inhaltsstoffe (Aroma- und Farbstoffe) in der Beere synthetisiert.

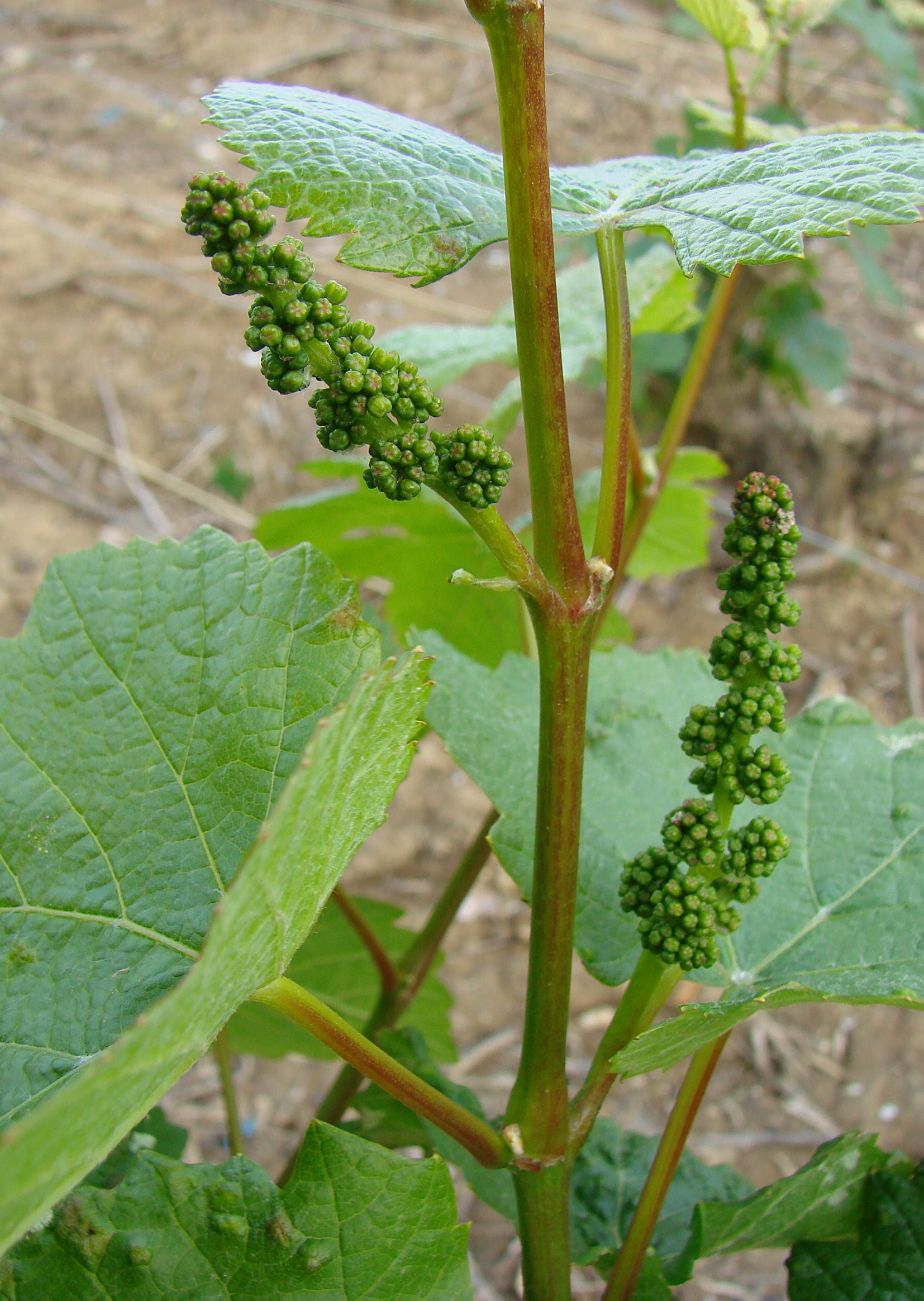
Anordnung der Gescheine auf einem einjährigen Trieb

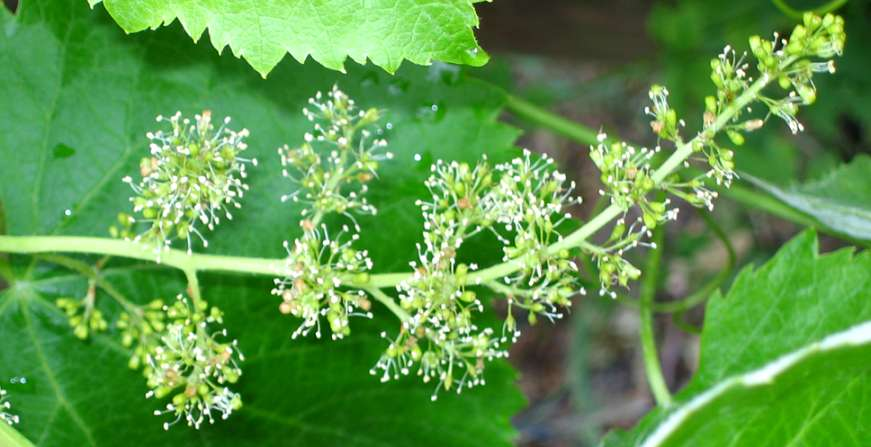
Blütenstand

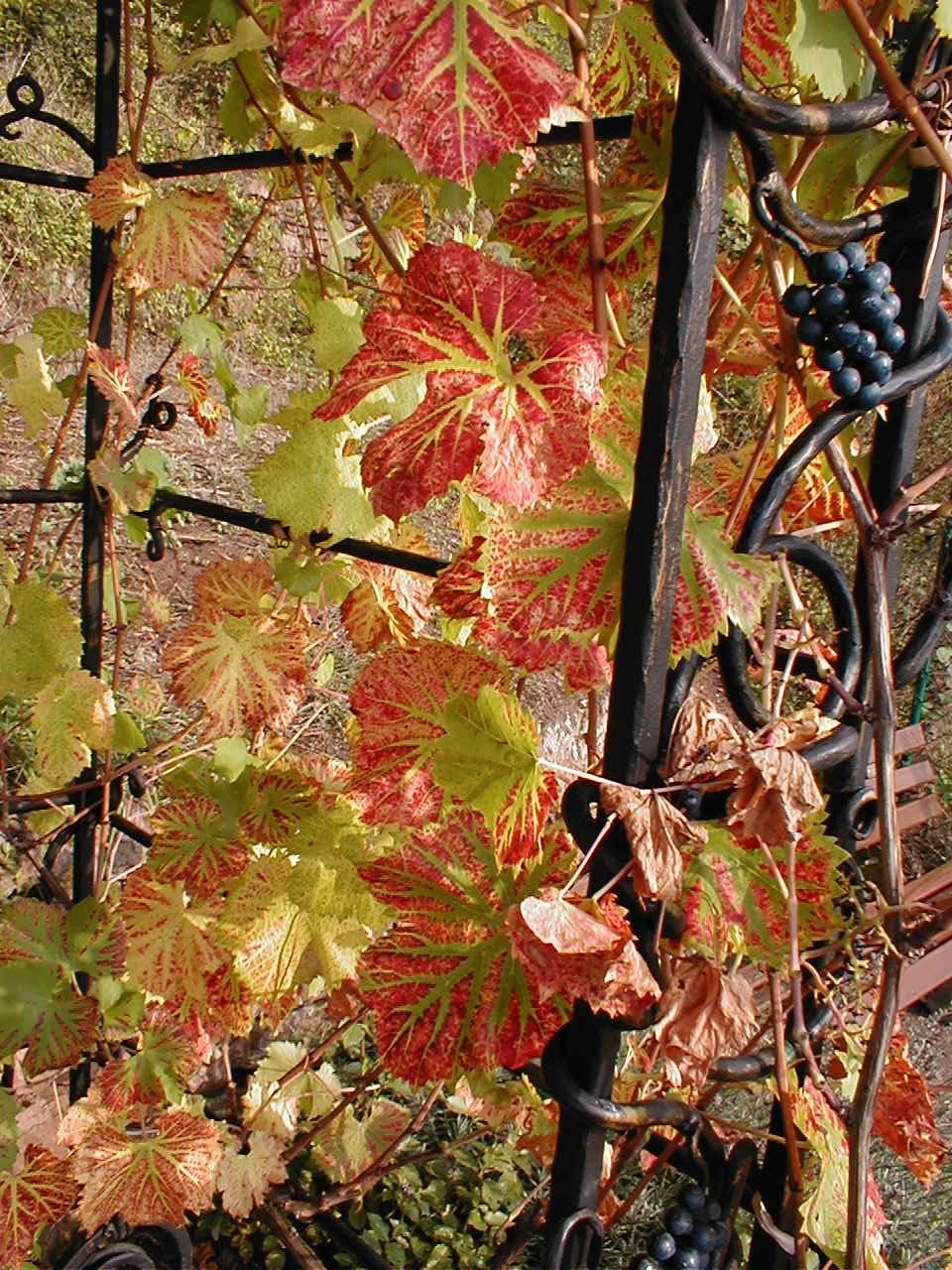
Weinlaub im Herbst

Die Blütenstände oder Gescheine treten im Mai bis Juni auf. Nach der botanisch-morphologischen Definition handelt es sich bei den Blütenständen nicht um Trauben, sondern um Rispen. Die Blüten sind meist zwittrig. Ab September erscheinen die kugeligen Früchte, die 6 bis 22 mm groß werden. Je nach Kultursorte sind diese grün, gelb, dunkelpurpur oder blauviolett.
Die Chromosomenzahl beträgt 2n = 38, 57 oder 76.

## Abstammung
Die Edle Weinrebe wurde vor etwa 7000 Jahren in einem Gebiet um Palästina, Syrien und der Ägäis aus der Wilden Weinrebe gezüchtet, die im Gegensatz zur Kulturform zweihäusig und fremdbestäubt ist. Im Verlauf der Züchtung wurden die Beeren größer und süßer.

## Wirtschaftliche Bedeutung
Die Edle Weinrebe zählt zu den wichtigsten landwirtschaftlichen Kulturpflanzen weltweit. In nahezu allen Ländern mit gemäßigtem und subtropischem Klima werden Weinreben zu verschiedenen Nutzungszwecken angebaut. Hier sind vor allem die Produktion von Wein, Tafeltrauben und Rosinen zu nennen. Doch auch für die Herstellung von pharmazeutischen Produkten sind die Laubblätter der Edlen Weinrebe bedeutsam.

## Nutzung

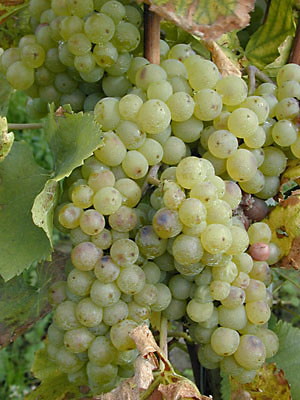
Gutedel-Weintrauben

Erzeugung von Kelter- und Tafeltrauben:
Verarbeitung von Trauben zu Wein:
Verarbeitung zu Traubensaft:
Verarbeitung zu Branntwein:
Traubenkernölproduktion:

### Medizinische Nutzung

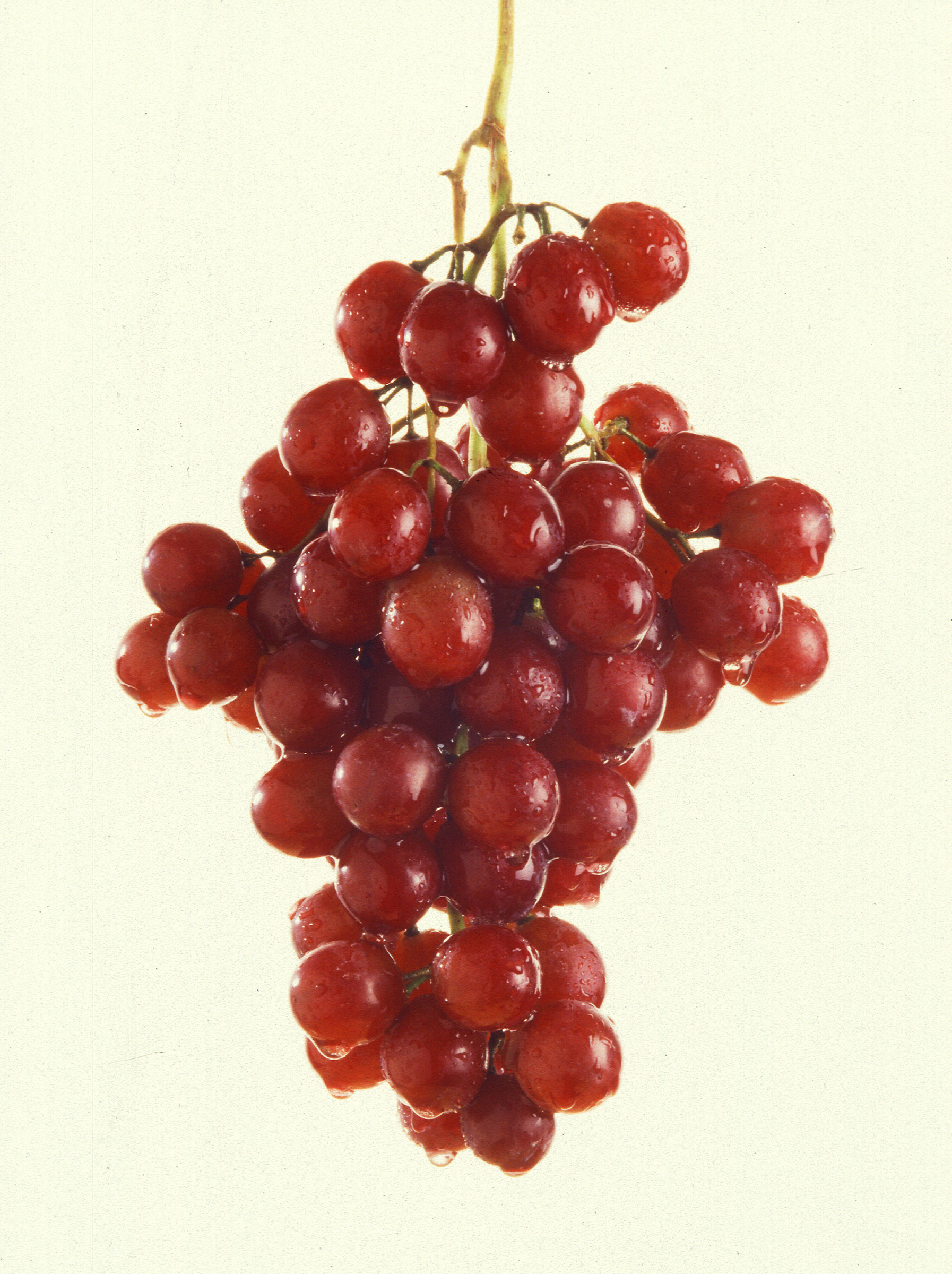
Rote Tafeltraube der Sorte Flame Seedless

Als Heilmittel im weitesten Sinne genutzt wurden und werden nicht nur das Getränk Wein und die Weintrauben, sondern auch die anderen Bestandteile der Edlen Weinrebe:

#### Präparate aus rotem Weinlaub
Diese enthalten rote Weinrebenblätter, meist in Form von Trockenextrakten. Die Qualität der Blätter und eines Extraktes wird im Französischen Arzneibuch (Ph.Franc X) beschrieben. Dabei handelt es sich um Blätter von Traubensorten, die Teinturier beziehungsweise Färberreben genannt werden. Als Wirkstoffe enthalten sie Flavonoide, überwiegend Quercetin-Glycoside und Kaempferol-3-glucosid (auch Astragalin genannt). Die rote Färbung rührt von Anthocyanen her. Daneben treten Proanthocyanidine und andere phenolische Verbindungen auf, die als Polyphenole bezeichnet werden. Ein als Arzneimittel zugelassener Trockenextrakt aus roten Weinrebenblättern (4–6 : 1), Auszugsmittel: Wasser, wird in der rationalen Phytotherapie mit der „evidence-based“ Indikation zur Behandlung von Beschwerden bei Erkrankungen der Beinvenen (chronische Veneninsuffizienz, CVI), wie zum Beispiel Schmerzen und Schweregefühl in den Beinen, nächtliche Wadenkrämpfe, Juckreiz und Ödeme, angewendet. Die medizinische Verwendung von Weinlaub hat bereits eine lange Geschichte, die mit dem römischen Arzt Galenos beginnt und im 20. Jahrhundert zur Phytotherapie mit rotem Weinlaub führt.

#### Extrakte aus Traubenschalen
Vor allem die Schalen der roten Traubensorten enthalten die Wirkstoffe Resveratrol und oligomere Proanthocyanidine (OPC). Resveratrol ist ein Trihydroxystilben. Es hat antikanzerogenes Potential und schützt Herz und Blutgefäße. In der Pflanze wirkt es als Phytoalexin und schützt sie vor Pflanzenkrankheiten, wie z. B. vor Pilzinfektionen. Traubenschalenextrakte sind in Nahrungsergänzungsmitteln enthalten, in denen OPC als Antioxidans und Radikalfänger wirken sollen.

#### Extrakte aus Traubenkernen
Traubenkernextrakte enthalten ca. 80 % oligomere Proanthocyanidine (OPC) neben anderen Polyphenolen. Sie sind wegen der antioxidativen Wirkung in Nahrungsergänzungsmitteln als sogenannte Schutzstoffe für das cardiovaskuläre System enthalten. Etwa 150 mg Extrakt werden als Tagesdosis empfohlen. Zudem werden die Extrakte Kosmetika als indirekter UV-Schutz zugesetzt.

## Schadorganismen und Krankheiten der Weinrebe
An der Weinrebe treten zahlreiche Schädlinge und Krankheiten auf. Zudem können aufgrund ungünstiger Standortsbedingungen physiologische Störungen auftreten, die zu Ertragsminderungen oder -ausfällen führen können.